# Васюганска равнина
Васюга̀нската равнина или Васюгание (на руски: Васюганьская равнина, Васюганье) е обширна, равнинна, горско-блатна област в южната част на Западен Сибир, разположена в пределите на Томска, Омска, Новосибирска и Тюменска област и Ханти-Мансийски автономен окръг. На запад и югозапад се простира до долината на река Иртиш, на север, североизток и изток – до долината на река Об, а на юг плавно преминава в Барабинската низина (Барабинската степ). Представлява плоска или полегатохълмиста, локално дренируема равнина, слабо наклонена на север и прорязана от долините на стотици реки. Най-високата и точка е 166 m в югоизточната ѝ част, а относителната височина на вододелите над долините на реките не превишава 40 – 60 m. Изградена е от неогенови пясъчно-глинести наслаги, над които в северните части залягат антропогенни валунни глини и пясъци, а на юг – езерно-алувиални наслаги и пясъци. Вододелите са заети от торфени образувания. Преобладават сфаговите блата, които покриват 48% от територията ѝ. От нея водят началото си десетки големи реки леви притоци на Об (Чая, Парабел, Васюган с притока си Чижапка, Голям Юган с притока си Малък Юган и др.) и десни притоци на Иртиш (Ом с притока си Тартас, Тара, Уй, Туй, Демянка и др.).
В зависимост от условията на дренирането и преувлажняването се създава сложен преход към горските масиви. По дренираните склонове са развити горски масиви от смърчово-елово-кедрови и брезово-осикови гори, а в районите с преувлажняване такива липсват. Разработват се големи находища на нефт и газ.